# Habitatge a la plaça de Fra Bernadí, 14 (Manlleu)
L'Habitatge a la plaça de Fra Bernadí, 14 és una obra eclèctica de Manlleu (Osona) inclosa a l'Inventari del Patrimoni Arquitectònic de Catalunya.

## Descripció
Edifici de planta baixa i dos pisos, formats per un sol balcó a cada pis. Els balcons estan decorats per dues columnetes adossades de fust estriat i capitell de fulles, als brancals, i franges horitzontals amb motius vegetals a manera de sanefa treballats amb un estuc de dos colors. La teulada acaba amb una cornisa contínua de pedra amb modillons decorats que la recolzen. Una peculiaritat de la casa és que la seva amplada és la mateixa que la llum d'un dels arcs que formen els porxos de la plaça (4m. aprox.), essent una de les cases més estretes de Manlleu.

## Història
Forma part del grup d'edificis de la part antiga de la ciutat (Baix Vila), que es transformen durant la primera meitat del segle xx, construïdes, generalment, per la burgesia adinerada que controlava el sector industrial.